# Rotulidae
De Rotulidae zijn een familie van zee-egels (Echinoidea) uit de orde Clypeasteroida.

## Geslachten
- Heliophora L. Agassiz, 1840
- Rotula Schumacher, 1817
- Rotuloidea Etheridge, 1872 †